# Congrès international des mathématiciens de 1908
Le Congrès international des mathématiciens de 1908 (en abrégé ICM 1908) était le quatrième Congrès international des mathématiciens qui s'est tenu à Rome du 6 avril au 11 avril 1908.
Dans ce document, la Commission internationale de l'enseignement mathématique, une commission qui accompagne la réforme des Mathématiques modernes. 